# Celebrían
Celebrían es un personaje ficticio del legendarium del escritor J. R. R. Tolkien. Era una elfa de alto linaje, hija de Galadriel (la última entre los nobles Noldor en habitar en la Tierra Media) y Celeborn, señores de Lothlórien. Fue esposa de Elrond, señor de Rivendel, con quien tuvo tres hijos: dos varones, Elladan y Elrohir, y una niña, Arwen.
En el año 109 TE se casó con Elrond y vivieron en Rivendel. Sus hijos gemelos Elladan y Elrohir nacieron en el año 130 TE y su hija Arwen nació en el año 241 TE.
En el año 2509 TE, Celebrían se encontraba viajando por las Montañas Nubladas hacia el hogar de sus padres, en Lothlórien, cuando fue capturada por los orcos. Celebrían fue torturada por los orcos, quienes la hirieron y envenenaron. Sus hijos la rescataron y la llevaron a Elrond para que curara sus heridas, pero Celebrían nunca se recuperó, y por esa razón hubo de partir finalmente hacia las Tierras Imperecederas en el año 2510 TE.
Los hijos de Celebrían pasaron mucho tiempo cazando orcos en las montañas en venganza por lo ocurrido con su madre.
La hija de Celebrían, Arwen, escogió la vida mortal y vivir en la Tierra Media con su esposo Aragorn hasta su muerte. Elrond permaneció en la Tierra Media hasta la caída de Sauron. En septiembre del año 3021 TE partió hacia las Tierras Imperecederas junto con Gandalf el Blanco, Frodo, Bilbo y Galadriel para reunirse con su esposa.
- Datos: Q1643661